# 恩平市
恩平市（おんへいし）は中華人民共和国広東省南西部に位置する県級市で、江門市によって委任管轄される。

## 地理
恩平市は広東省中南部に位置し、珠江三角州の西南に位置している。東北は開平市と、東南は台山市、西南は陽東区及び陽春市、西北は新興県と接している。

## 歴史
220年（建安25年）、後漢により恩平県が設置された。1994年に県級市に昇格し現在に至る。

## 行政区画
下部に1街道、10鎮を管轄する。
| 番号 | 区域名   | 番号 | 区域名 |
| ---- | -------- | ---- | ------ |
| 01   | 恩城街道 | 07   | 君堂鎮 |
| 02   | 横陂鎮   | 08   | 大田鎮 |
| 03   | 聖堂鎮   | 09   | 那吉鎮 |
| 04   | 良西鎮   | 10   | 大槐鎮 |
| 05   | 沙湖鎮   | 11   | 東成鎮 |
| 06   | 牛江鎮   |      |        |

## 交通

### 鉄道
- 中国鉄路総公司
  - 深湛線
    - 恩平駅

### 道路
- 高速道路
  - 瀋海高速道路
- 国道
  - G325国道

## 出身有名人
- 鄭宇碩教授
- 唐詩檾 - 《恩平音字典》主編集